# Streblacanthus dubiosus
Streblacanthus dubiosus är en akantusväxtart som först beskrevs av Gustav Lindau, och fick sitt nu gällande namn av V.M. Baum. Streblacanthus dubiosus ingår i släktet Streblacanthus och familjen akantusväxter. Inga underarter finns listade i Catalogue of Life.